# Сграбиче
 Тази статия е за рода.  За вида вижте клинавиче.  
Сграбиче (Astragalus) е род едногодишни или многогодишни растения без жлезисти власинки.
Родът е описан през 1753 от Карл Линей.
В България се срещат 27 вида, 6 от които са защитени.

## Представители
- Astragalus acmophylloides
- Astragalus aitosensis
- Astragalus albanicus
- Astragalus alopecurus
- Astragalus aspindzicus
- Astragalus atenicus
- Astragalus bibullatus
- Astragalus bylowae
- Astragalus coarctatus
- Astragalus coelestis
- Astragalus glycyphyllos
- Astragalus oltensis
- Astragalus trichopodus